# Джеф Юнайтед
Джеф Юнайтед Ичихара Чиба (JEF United Ichihara Chiba) е японски професионален футболен отбор от Джей лига 1.

## История
Тимът е наследник на основания през 1946 г. фирмен отбор Furukawa Electric Soccer Club – един от най-титулуваните тимове в Япония преди основаването на професионалната Джей лига 1.
През 1991 г. клубът се обединява с друг фирмен отбор – този на JR East и се преименува на JR East Furukawa Football Club(съкратено JEF). Добавката United  е сложена, за да покаже единството на новосформирания професионален клуб.
Започва да провежда мачовете си в град Ураясу, префектура Чиба, планирайки да се премести в Нарашино. Съпротивата на живеещите около Акицу Стейдиъм в Нарашино, обаче принуждава отбора да се премести в Ичихара, намиращ се в същата префектура Чиба. Така тимът става един от участниците в първия сезон на Джей лига 1 през 1993 г. с името Джеф Юнайтед Ичихара.
На 1 февруари 2005 г. към това име е добавено Чиба, тъй като през 2003 г. отбора се мести в столицата на префектурата – едноименния град Чиба. Причините за това преместване са не само финансови – клуба не получава подкрепа от управата на града, местния стадион – Ичихара Ринкаи Стейдиъм e с малък капацитет, JEF е сред отборите с най-малко фенове, в няколко поредни години тима едва се спасява от изпадане, цените на билетите са сред най-високите и т.н. Все пак е решено да се остави и името Ичихара, за да се запазят и малкото верни привърженици.
До изграждането на Фукуда Денши Арина през 2005 г. в град Чиба, отбора продължава да играе на „Ичихара Ринкаи Стейдиъм“, като след това този стадион остава резервен.

## Любопитно
- Джеф Юнайтед има и трети стадион – малкия Фуутпарк Анесаки в Ичихара, където от 2000 г. провежда част от тренировките си. До откриването на „Фукуда Денши Арина“, поради нефункционалността на стадионите в Ичихара, клуба е принуден да търси други стадиони за провеждането на домакинските си мачове – играе на отдалечените Мацумото Стейдиъм в едноименния град и дори Мияги Стейдиъм в Рифу, префектура Мияги.
- Тимът е единствения в Япония (вкл. и като Furukawa Electric Soccer Club), който никога не е изпадал в по-ниска дивизия.

## Български футболисти
- Илиан Стоянов: 2005/07 - (65 мача - 2 гола)